# Nelson Trad
Nelson Trad (Aquidauana, 30 de outubro de 1930 — Campo Grande, 7 de dezembro de 2011) foi um advogado e político brasileiro. Exerceu o cargo de deputado federal eleito pelo estado do Mato Grosso do Sul.

## Biografia
Filho de Assaf Trad e Margarida Maksoud, imigrantes libaneses. Casou-se com Therezinha Mandetta e teve cinco filhos: Fátima, Maria Thereza, Marquinhos, Fábio e Nelsinho, sendo os três últimos também políticos.  
Era pai de Nelson Trad Filho, prefeito reeleito de Campo Grande e Marquinhos Trad, ex-vereador e deputado federal, atualmente prefeito de Campo Grande pelo PSD e de Fábio Trad, atualmente deputado federal.
Cursou advocacia na Universidade do Estado do Rio de Janeiro (UERJ) entre 1953 e 1957. Foi presidente do Conselho Penitenciário do Estado do Mato Grosso do Sul e do Tribunal de Justiça Desportiva da Federação de Futebol.
Em 2006, foi relator no processo do conselho de ética da Câmara e recomendou a cassação do mandato do deputado Roberto Brant (PFL-MG).
Como representante legal da empresa "O Bisturi- Equipamentos Médico-Hospitalares Ltda." foi condenado, por cobrança de materiais faturados e não entregues ao Instituto Nacional de Assistência Médica da Previdência Social. Além do pagamento de débito, a empresa teve suas contas julgadas irregulares.
Nelson Trad foi alvo de ação popular que questiona o pagamento, pelo do extinto Fundo Estadual de Aposentadoria do Parlamentar de Mato Grosso do Sul, de pensões a quatorze pessoas, as quais recebiam, simultaneamente, o benefício e o salário.
Votou pela recriação da Contribuição Provisória sobre Movimentação Financeira - CPMF, com o nome de Contribuição Social para a Saúde - CSS. Na ocasião, por apenas três votos, o imposto que inicialmente era provisório, foi mantido.
Votou contra a suspensão da CPI do apagão aéreo em 2007.
Votou pelo fim do voto secreto no legislativo.
Faleceu aos 81 anos em Campo Grande (MS) devido á problemas cardíacos.

### Polêmica
Em 9 de junho de 2010, agrediu a repórter Monica Iozzi e o operador de câmera do programa CQC, da Band, após assinar sem olhar um abaixo-assinado que propunha a inclusão de 1 litro de cachaça no programa Bolsa Família. O programa foi ao ar em 14 de junho. Depois do incidente, o deputado abriu uma investigação e acusou a equipe de reportagem de agredi-lo o qual fora desmentido por um vídeo exibido na integra pela TV Bandeirantes.
O deputado apoiou uma lei para impedir o trabalho da imprensa no Congresso.